# Cosío
Cosío è uno degli 11 comuni dello stato messicano dell'Aguascalientes. Le sue coordinate sono 22°22'N 102°18'W.
Il comune conta 13 687 abitanti secondo il censimento del 2005

## Località Principali
La città di Cosío è a capo dell'omonimo comune e le sue principali località sono:
- La Punta con 1 852 abitanti
- Refugio de providencia con 972 abitanti
- El Salero con 897 abitanti
- El Refigio de Agua Zarca con 840 abitanti

## Distanze
- Aguascalientes 55 km.
- Asientos 43 km.
- Calvillo 107 km.
- Jesús María 49 km.
- Rincón de Romos 15 km.

## Fonti
- Link to tables of population data from Census of 2005 INEGI: Instituto Nacional de Estadística, Geografía e Informática